# Foggaret Ezzaouia
Foggaret Ezzaouia è un comune dell'Algeria, situato nella provincia di In Salah.